# Néphroangiosclérose
 (juin 2009).
Si vous disposez d'ouvrages ou d'articles de référence ou si vous connaissez des sites web de qualité traitant du thème abordé ici, merci de compléter l'article en donnant les références utiles à sa vérifiabilité et en les liant à la section « Notes et références ».
La néphroangiosclérose est une maladie se caractérisant par une atteinte rénale secondaire à une hypertension artérielle.

## Terminologie
Au début du XXe siècle, le pathologiste Karl Theodor Fahr et le médecin Volhard appelèrent « néphrosclérose » (Nephrosklerose) la sclérose primitive des vaisseaux rénaux secondairement compliquée d'hypertension artérielle (HTA). Par la suite, la conception d’une néphosclérose secondaire à l'HTA s’est progressivement répandue, renforcée par la mise en évidence du rôle de l’HTA dans la dégradation de la fonction rénale, ces mêmes lésions vasculaires rénales pouvant cependant exister en l’absence d’HTA. De cette apparente contradiction est né un débat étiopathogénique et sémantique ayant donné lieu à plusieurs définitions voisines pour un cadre nosologique qui reste à préciser. Une des définitions fut élaborée par Gabriel Richet.
La littérature américaine a généralement retenu le terme de « néphrosclérose hypertensive » (hypertensive nephrosclerosis) pour caractériser l’atteinte rénale secondaire à une hypertension artérielle systémique chronique de grade 1 ou 2. Les synonymes de la néphrosclérose hypertensive les plus fréquemment utilisés sont « néphrosclérose hypertensive bénigne » (benign hypertensive nephrosclerosis) ou « néphrosclérose bénigne ». Le terme « artérionéphrosclérose » (arterionephrosclerosis) est plus général et tient compte de l’absence de preuve de l’imputabilité exclusive de l’HTA dans les lésions rénales constatées. Il désigne ainsi les lésions vasculaires et parenchymateuses associées à l’HTA, celles-ci pouvant en particulier être secondaires à la néphrosclérose hypertensive ou à l’atteinte rénale liée à l’âge. L’« artériolonéphrosclérose » (arteriolonephrosclerosis) implique que les lésions parenchymateuses rénales soient exclusivement le fait d’une pathologie artériolaire, ce qui est rarement le cas en pratique.
La littérature européenne a préférentiellement retenu le terme de « néphroangiosclérose » (nephroangiosclerosis), synonyme de « néphroangiosclérose bénigne » ou « néphroangiosclérose commune ». Cette dernière appellation exclut le qualificatif bénin, employé pour distinguer cette pathologie de l’atteinte rénale aiguë secondaire à une HTA maligne (malignant hypertensive nephropathy). Il est en effet manifeste que le processus pathologique chronique discuté ici n’est en rien « bénin » au regard des atteintes rénales, cardiaques et neurologiques qui peuvent l’accompagner.

## Présentation clinique
Le diagnostic de néphroangiosclérose (NAS) est suspecté devant un tableau clinique évocateur, après exclusion des autres causes de néphropathies primitives et secondaires. L’insuffisance rénale est de sévérité variable au moment de la découverte de la maladie, mais la règle est que la NAS conduit à une altération lente et progressive de la filtration glomérulaire. Dans ce contexte, le diagnostic est classiquement évoqué chez un patient hypertendu connu sans autre antécédent néphrologique, lors de l’apparition d’une protéinurie de faible débit en l’absence d’anomalie associée du sédiment urinaire.

### Protéinurie
Une protéinurie détectable par les méthodes usuelles existe chez 4 à 16 % des patients considérés comme ayant une hypertension artérielle. La protéinurie, si elle est présente, est habituellement de faible débit, inférieure à 1g/24h.
Dans une étude rétrospective analysant 60 patients qui présentaient une biopsie classée NAS, Dasgupta et al retrouvaient une protéinurie moyenne avant biopsie à 2,3 ± 2,4 g/24h. Innes et al avaient également montré que 40 % de leurs patients recrutés sur des critères identiques présentaient une protéinurie supérieure à 1,4 g/24h et 22 % une protéinurie d’ordre néphrotique, supérieure à 3g/24h. De façon similaire, en reprenant rétrospectivement 237 biopsies rénales réalisées en raison d’un syndrome néphrotique, Obialo et al ont retenu le diagnostic de NAS isolée dans 5,5 % des cas étudiés.
Ces données soulignent la grande variabilité de la protéinurie parmi les patients atteints de néphroangiosclérose, un fort débit de protéinurie traduisant ainsi un retentissement glomérulaire de la maladie vasculaire. Cette atteinte glomérulaire peut être de mécanisme ischémique ou au contraire secondaire à une élévation importante de la pression capillaire glomérulaire par hyperfiltration compensatrice et perte de l’autorégulation physiologique pré glomérulaire. Dans les deux cas, elle correspond à stade évolué de la NAS.

### Sédiment urinaire
Le sédiment urinaire est habituellement normal mais il présente parfois quelques cylindres hyalins ou finement granuleux. Classiquement, il n’existe pas d’hématurie microscopique. Cet élément négatif permet notamment de minimiser le risque de méconnaître une néphropathie glomérulaire proliférative, en particulier liée à des dépôts mésangiaux d'Immunoglobuline A.
Il convient cependant de nuancer cette affirmation à la lumière des résultats d’études rétrospectives de patients atteints de NAS. Avec les réserves qu’imposent les biais inhérents aux indications de l’examen histologique rénal dans ce contexte, Innes et al ont ainsi montré que parmi 185 sujets présentant une NAS isolée, prouvée histologiquement, 25 % présentaient une hématurie lors de la prise en charge initiale.

### Critères diagnostiques
La pratique clinique courante conduit ainsi à une surestimation importante du diagnostic de NAS. Cette interprétation excessive est en partie liée à la discrétion et à l’absence de spécificité de la présentation initiale de la maladie, qui justifie rarement le recours à la ponction biopsie rénale. L’analyse histologique demeure cependant le seul examen de certitude diagnostique.
Une étude récente a démontré que l’estimation de la prévalence de la NAS dans une population de patients insuffisants rénaux chroniques était nettement réduite lorsque des critères diagnostiques cliniques stricts étaient appliqués. En l’absence de biopsie rénale, la prévalence du diagnostic de NAS, établi sur des critères cliniques non contrôlés, était évaluée à 37 % dans un registre épidémiologique de patients hémodialysés aux États-Unis. En appliquant à cette population les critères diagnostiques de NAS définis par l’étude AASK, la prévalence était ainsi diminuée à 13,5 %. Selon les critères de Schlessinger cette prévalence était même réduite à 1,5 %. Ainsi, certains diagnostics sont méconnus par la pratique clinique habituelle et faussement classés parmi les NAS. Parmi ceux-ci, on retrouve en particulier la néphropathie ischémique rénovasculaire, des néphropathies glomérulaires chroniques et la maladie des emboles de cholestérol. La gravité et les implications thérapeutiques de certains diagnostics différentiels de la NAS soulignent l’importance de savoir remettre en cause une présomption diagnostique initiale dont la spécificité est incertaine.
Bien que l’imprécision du diagnostic de NAS incite à une restriction des critères diagnostiques, une harmonisation de ces critères semble difficilement applicable actuellement. En imposant la notion d’HTA préexistante, l’utilisation de critères tels que ceux utilisés pour l’étude AASK ou par Schlessinger améliore très vraisemblablement la spécificité du diagnostic de néphropathie vasculaire chronique secondaire à l’HTA (hypertensive nephrosclerosis). La forte proportion des patients exclus entre l’évaluation classique du diagnostic de NAS et l’évaluation réalisée selon ces critères stricts pose d’importantes questions pour la pratique, en particulier concernant le choix des méthodes d’estimation de l’antécédent d’HTA (présence d’un traitement antihypertenseur, mesure simple au brassard ou mesure ambulatoire automatisée de la pression artérielle sur 24h).
Cependant, le nœud du problème est très probablement lié à notre manque de compréhension de la physiopathologie de la NAS. On pourrait émettre l’hypothèse que les difficultés diagnostiques de la NAS résident moins dans l’absence de spécificité de la traduction clinique de ses atteintes vasculaires que dans la diversité des processus pathologiques que ce terme générique regroupe. Le rôle non exclusif de l’HTA dans la genèse des lésions de NAS constitue, à ce titre, un obstacle important. Ainsi, le caractère probablement hétérogène des conditions conduisant ou prédisposant aux lésions de NAS rend difficile l’établissement de critères diagnostiques communs. Une meilleure compréhension des mécanismes physiopathologiques de la NAS pourrait vraisemblablement permettre une redéfinition de ce cadre nosologique et orienter utilement l’établissement de critères diagnostiques ciblés.

## Anatomie pathologique

### Macroscopie
À un stade avancé, la NAS est responsable d’une atrophie rénale secondaire à l’ischémie chronique. Les reins, habituellement atteints de façon symétrique, ont alors une consistance ferme. La surface sous capsulaire apparaît pâle, irrégulière et finement granuleuse. Cet aspect est lié à la juxtaposition de zones atrophiques de 5 à 10mm de diamètre, alternant avec des régions conservées qui sont parfois le siège d’une hypertrophie parenchymateuse compensatrice. Plus rarement, de larges glomérules hypertrophiques sont visibles à la surface sous la forme de petits dômes rougeâtres. Des zones d’ischémie corticale plus étendue peuvent également être responsables d’importantes dépressions focales de la surface du rein.

### Microscopie optique
Toutes les structures constitutives du parenchyme rénal sont altérées au cours de l’évolution de la NAS. Si les lésions les plus caractéristiques se situent au niveau des artères, des artérioles et des glomérules, un retentissement tubulaire et interstitiel non spécifique est également présent à un stade évolué de la pathologie. La sclérose et la hyalinose artériolaires ainsi que l’endartérite fibreuse artérielle sont observées dans d’autres organes au cours de la maladie hypertensive, mais sont habituellement plus prononcées au niveau rénal.

### Pathologie artériolaire
Les lésions de NAS les plus fréquentes et probablement les plus précoces se situent dans les artérioles afférentes. En analysant l’aspect morphologique des artérioles juxtaglomérulaires de 2000 patients hypertendus, Sommers et al ont démontré une corrélation entre l’élévation de la pression artérielle diastolique moyenne et l’épaississement pariétal, ainsi que la réduction du calibre vasculaire des artérioles afférentes. La lésion artériolaire la plus habituelle, commune à la NAS et à l’atteinte artériolaire liée à l’âge, est la hyalinose. Cette dénomination traduit le caractère homogène et vitreux des dépôts, rappelant l’apparence du verre (gr. hualos). Son aspect se distingue de celui, plus structuré, de la matrice collagène constitutive des zones de fibrose. Les dépôts hyalins apparaissent éosinophiles, rouges brillants sur le trichrome de Masson, très positifs à la coloration par le periodic acid Schiff (PAS) et négatifs lors d’un traitement par l’argentation de Jones.
La distribution du matériel hyalin est dictée par la présence de la limitante élastique interne (LEI). La hyalinose se situe ainsi de façon prédominante dans les petits vaisseaux, en particulier les artérioles, dont la paroi contient peu ou pas d’élastine. Les artérioles juxta glomérulaires ont normalement une ou deux couches de cellules musculaires lisses et une LEI incomplète voire absente, située immédiatement sous les cellules endothéliales. L’accumulation précoce de matériel hyalin se produit entre les cellules endothéliales et les CML, de l’un ou l’autre côté de la LEI, ou englobant cette dernière. Sur une coupe transversale du vaisseau, la hyalinose présente en général une disposition focale à un stade précoce de la maladie, confluant ensuite en de volumineux dépôts parfois circonférentiels. Des coupes longitudinales permettent de mettre en évidence le caractère segmentaire des lésions, devenant plus continues à proximité du glomérule. On observe fréquemment une atrophie de la couche de CML en regard des dépôts hyalins. Une hyalinose sévère peut être responsable d’une perte complète de la musculeuse artériolaire.
Aux lésions de hyalinose peut s’ajouter ou se substituer une sclérose artériolaire, résultant de l’accumulation d’une matrice collagène. Ces lésions ont classiquement une apparence plus structurée, moins acidophile, colorée en vert par le trichrome vert de Masson et moins PAS positive que la hyalinose.
Une hyperplasie des CML peut également se rencontrer dans la NAS, résultant en une élongation, un épaississement et un aspect tortueux des artérioles. Ces lésions sont cependant moins fréquentes que la hyalinose et la sclérose vasculaires.

### Pathologie artérielle
Les modifications artérielles les plus fréquemment rencontrées au cours de la NAS prédominent au niveau des artères arquées et interlobaires, bien que les artères interlobulaires puissent être atteintes. Ces lésions sont communes à l’artériosclérose liée à l’âge et sont essentiellement caractérisées par un épaississement intimal et une réplication de la LEI. L’intima devient ainsi le siège d’une endartérite fibreuse, associant une prolifération cellulaire mésenchymateuse (myofibroblastes et fibroblastes) et une accumulation progressive de matrice extracellulaire. La production de collagène fibrillaire qui accompagne ce processus s’organise classiquement en dépôts concentriques dans la paroi artérielle. Une coupe artérielle transversale peut ainsi montrer de multiples lames de collagène dense superposées, localisées entre la LEI et la couche endothéliale et responsables d’une réduction progressive de la lumière vasculaire. L’occlusion complète est rare en dehors d’une thrombose secondaire, phénomène exceptionnel dans la NAS commune non compliquée.
Au cours de l’évolution de la NAS, ces lésions peuvent s’installer en l’absence d’altération de la média. La réciproque n’est que rarement vraie, les lésions de la média s’accompagnant presque toujours d’une fibrose intimale. Le trichrome de Masson est une coloration utile à l’analyse de la média. L’atteinte la plus fréquemment observée, prédominant en regard des zones de fibrose, est une atrophie focale de la couche musculaire lisse, parfois remplacée par une matrice collagène. L’hyperplasie de la média est plus rare.

### Pathologie glomérulaire
Chez un patient atteint de NAS au stade d’insuffisance rénale modérée, on observe schématiquement trois types de glomérules viables : les glomérules morphologiquement normaux, les glomérules ischémiques et les glomérules hypertrophiques.
Les lésions glomérulaires les plus précoces produisent en général un aspect de glomérule ischémique. Celui-ci se caractérise par une rétraction plus ou moins importante du flocculus sur son pied d’implantation, avec pour conséquence un élargissement apparent de la chambre urinaire. Au fur et à mesure que le processus s’aggrave, les membranes basales glomérulaires deviennent ondulantes, plissées et parfois dédoublées. Ces lésions respectent une distribution plus volontiers globale que segmentaire. Elles peuvent s’accompagner d’une réduction du nombre de boucles capillaires identifiables, d’une raréfaction podocytaire, d’une accentuation de la matrice mésangiale et, à terme, d’une accumulation de collagène dans la chambre urinaire.
L’hypertrophie glomérulaire apparaît plus tardivement. Elle serait secondaire à la perte néphronique induite par l’ischémie des glomérules adjacents, qu’elle tendrait à compenser. Elle se manifeste morphologiquement par un élargissement du flocculus, qui présente des boucles capillaires dilatées. Favorisée par une perte de l’autorégulation physiologique de la microcirculation rénale, l’évolution classique de ces glomérules se fait vers l’installation de lésions cicatricielles segmentaires, conduisant à un aspect de hyalinose segmentaire et focale (HSF) qui contraste avec la sclérose plus globale des glomérules ischémiques.
L’évolution terminale des glomérules ischémiques se ferait préférentiellement vers une sclérose caractérisée par une rétraction du flocculus, entourée d’un matériel collagène qui occupe la chambre urinaire de Bowman (obsolescent glomerulosclerosis). A contrario, les glomérules hypertrophiques évolueraient vers une glomérulosclérose plus homogène, qui concerne également le flocculus (solidified glomerulosclerosis). La biopsie d’un patient atteint de NAS évoluée peut ainsi contenir à la fois des glomérules scléreux « cicatriciels » de ces deux types et des glomérules viables présentant d’une part des lésions ischémiques plus ou moins évoluées et d’autre part des lésions de glomérulosclérose de disposition segmentaire. La juxtaposition de ces aspects rend parfois difficile voire impossible la distinction avec une HSF compliquée de NAS secondaire.

### Pathologie tubulointerstitielle
Les lésions tubulo-interstitielles rencontrées dans la NAS ne présentent pas de caractère spécifique. Leur disposition est focale, traduisant l’ischémie prédominante au niveau de certains néphrons. Elles se présentent sous la forme de territoires irréguliers de fibrose interstitielle, dans lesquels on observe des lésions glomérulaires sévères et des phénomènes d’atrophie tubulaire. La présence d’un infiltrat interstitiel lymphoplasmocytaire d’intensité modérée est habituelle au sein des zones de fibrose.

## Physiopathologie
Plus de la moitié des patients atteints d’insuffisance rénale chronique ont une hypertension artérielle. Aussi, alors même que seul un pourcentage réduit des sujets hypertendus contracte une maladie rénale chronique, l’HTA est considérée comme étant l’une des deux premières causes d’insuffisance rénale chronique terminale.
Plusieurs études rétrospectives ont montré que les lésions de sclérose vasculaire caractéristiques de la NAS n’étaient corrélées ni au degré d’HTA, ni à l’intensité de la glomérulosclérose globale. Cette dernière est pourtant considérée comme étant la conséquence de l’ischémie glomérulaire chronique, généralement secondaire à une réduction de calibre du réseau artériel d’amont. Ces données remettent en cause la relation linéaire supposée entre HTA, sclérose vasculaire et glomérulosclérose, sous-entendue dans l’appellation classique hypertensive nephrosclerosis. Ainsi, malgré l’existence de liens épidémiologiques et physiopathologiques manifestes entre HTA et insuffisance rénale, notre compréhension de la pathologie rénale chronique liée à l’HTA reste particulièrement débattue.
Une vision physiopathologique simple conduirait à penser que les conséquences directes de l’HTA sur un lit vasculaire donné sont proportionnelles au degré d’exposition des vaisseaux à l’élévation de la pression hydrostatique. Les déterminants de l’atteinte vasculaire rénale au cours de l’HTA pourraient ainsi être schématiquement subdivisés en trois catégories :
- la pression hydrostatique résultant de l’hypertension artérielle systémique,
- le degré de transmission de cette pression aux artères, artérioles et capillaires rénaux
- la susceptibilité propre des vaisseaux et du parenchyme rénal à répondre au barotraumatisme chronique et à ses conséquences indirectes.

### Rôle de la pression et de la dysfonction endothéliale
Le caractère pulsatile de la pression artérielle et le flux sanguin sont à l’origine de stimuli hémodynamiques qui exercent une influence mécanique permanente sur le vaisseau. De façon schématique, on considère que les cellules musculaires lisses vasculaires sont principalement soumises à des forces de tension pariétale alors que le revêtement endothélial est plus directement influencé par des contraintes de cisaillement liées au flux, ou shear stress. Si ces stimuli physiologiques sont nécessaires à la survie ainsi qu’à la détermination du caractère artériel ou veineux d’un vaisseau, leur altération, en particulier au cours de l’HTA, peut être responsable de modifications importantes des cellules et de la matrice extracellulaire vasculaires.
Les CML vasculaires disposent d’un cytosquelette complexe et de nombreux récepteurs permettant d’intégrer ces stimuli et de les traduire en signaux intracellulaires. Cette mécanotransduction conduit à une régulation étroite de l’expression génomique et de la fonction de la cellule (prolifération, apoptose, migration, remodelage). Certains gènes dont l’expression est accrue en cas d’augmentation du stimulus mécanique jouent un rôle important dans la physiopathologie de l’inflammation et de la fibrose rénales. Parmi ceux-ci on retrouve en particulier des facteurs de croissance (Fibroblast Growth Factor, Platelet Derived Growth Factor, Vascular Endothelial Growth Factor) ainsi que des constituants de la matrice extracellulaire (fibronectine, chaînes constitutives des molécules de collagène de type I).
Par opposition aux CML, enchevêtrées dans la matrice du mur vasculaire, les cellules endothéliales sont disposées en monocouche et sont directement exposées aux forces de cisaillement créées par le flux. L’endothélium intègre à la fois des stimuli mécaniques comme le sher stress et des stimuli hormonaux, en particulier les peptides vasoactifs. En réponse il ajuste la production de médiateurs régulant le tonus vasomoteur, l’inflammation et l’homéostasie. Parmi les substances vasodilatatrices produites par l’endothélium on retrouve le monoxyde d’azote (NO), la prostacycline, le peptide natriurétique de type C et différents facteurs hyperpolarisants dérivés de l’endothélium. L’endothéline-1 (ET-1), l’angiotensine II (Ang II), le thromboxane A2 et les dérivés réactifs de l’oxygène sont les principaux médiateurs de la vasoconstriction endothélium dépendante. Par ses contacts étroits avec les principaux acteurs cellulaires et peptidiques de l’inflammation, l’endothélium joue également un rôle stratégique dans la régulation d’un processus inflammatoire, local ou systémique.
Au cours de l’évolution de la NAS, l’accumulation de matériel hyalin et de constituants de la matrice extracellulaire au niveau de l’intima est considérée par certains auteurs comme l’expression morphologique d’une altération fonctionnelle de la barrière endothéliale. Dans cette conception, la lésion endothéliale est supposée être la première étape conduisant au rétrécissement du calibre vasculaire. Le modèle animal d’inhibition pharmacologique du NO par le L-NAME reproduit une dysfonction endothéliale (DE) systémique. Les rats ainsi traités contractent des lésions vasculaires sévères voisines de celles de la NAS humaine, suggérant que la DE puisse être un acteur majeur de la genèse des anomalies morphologiques constatées. Chez l’homme, plusieurs études ont démontré l’existence d’une DE chez les patients hypertendus. Cette DE était indépendante du niveau de pression artérielle, du poids, du tabagisme et de la présence d’une dyslipidémie, facteurs fréquemment associés chez les patients hypertendus et pouvant être, à eux seuls, responsables d’une DE.
Il n’existe actuellement pas de modèle expérimental reproduisant fidèlement le processus pathologique de la NAS. De plus, les études des régulations liées à la mécanotransduction au niveau des CML vasculaires sont de réalisation et d’interprétation difficiles, particulièrement à cause des interactions physiologiques complexes qu’entretiennent les CML avec leur environnement cellulaire et matriciel in vivo. Par ailleurs, la cinétique d’apparition et les conséquences vasculaires progressives de la DE devraient être analysées à l’échelle locale, pour pouvoir tester l’hypothèse de leur rôle dans l’apparition des lésions de NAS et leur lien de causalité éventuel avec l’HTA au cours de la maladie. Or, l’étude de le DE au niveau de la microvascularisation rénale ne peut être réalisée de façon précise par les techniques actuelles.
Les données les plus précises dont nous disposons en 2008 proviennent ainsi essentiellement de modèles in vitro ou ex vivo et méritent d’être interprétées avec prudence. L’ensemble de ces éléments suggère toutefois que les modifications hémodynamiques induites par l’HTA au niveau des artères responsables de l’autorégulation du flux sanguin rénal puissent être, en partie, des acteurs de l’initiation et de l’aggravation des modifications structurales constatées dans la NAS.

### Rôle de l'autorégulation du flux sanguin rénal
La plupart des lits vasculaires de l’organisme ont la faculté de stabiliser leur flux sanguin lorsque la pression artérielle (PA) systémique varie dans des limites physiologiques. Ce processus est dénommé autorégulation car l’ensemble des étapes impliquées (détection, transduction du signal, mécanismes effecteurs) s’opère dans l’organe concerné. L’effet mécanique d’une élévation de la pression hydrostatique sur la microcirculation et le parenchyme est ainsi, dans des conditions habituelles, contrôlé.
Le rein possède une capacité d’autorégulation très importante, de sorte que le flux sanguin rénal (FSR) reste indépendant de la PA systémique pour une large échelle de variation de cette dernière. Cette autorégulation a lieu dans la microcirculation pré glomérulaire et met en jeu deux mécanismes principaux, une réponse myogénique pression dépendante et une réaction plus lente de rétrocontrôle du flux sanguin en fonction de la composition du fluide tubulaire distal (Tubulo Glomerular Feedback, TGF). En l’absence d’autorégulation, une pression de perfusion basse entraînerait une ischémie d’aval. Inversement, une pression de perfusion élevée conduirait au développement de lésions de glomérulosclérose segmentaire par la transmission directe de l’hypertension artérielle systémique.
Les études expérimentales sur l’altération de l’autorégulation du FSR sont nombreuses, conduites la plupart du temps sur des modèles animaux qui reproduisent une HTA systémique. Plusieurs espèces de rongeurs présentent une altération spontanée de l’autorégulation rénale, en particulier les rats « Fawn-hooded », « Brown Norway » et « Dahl ». Dans toutes ces espèces, sous l’effet de stimuli adaptés, on constate de façon inhabituelle l’apparition prédominante de lésions glomérulaires de HSF post hyperfiltration, puis secondairement d’une altération globale du parenchyme rénal. L’inhibition pharmacologique partielle de la capacité d’autorégulation rénale par la nifédipine, expérimentée dans un modèle de réduction néphronique, conduit de façon analogue à une accélération des lésions de type HSF.
Chez l’homme, une altération de l’autorégulation du FSR a également été démontrée chez des patients atteints de néphropathie diabétique puis non diabétique et chez des sujets hypertendus d’origine afro-américaine. Morphologiquement, cette perte de la capacité d’autorégulation du FSR s’accompagne d’une dilatation des artérioles afférentes. En analysant l’histologie rénale de 22 patients hypertendus et de patients contrôles, Hill et al ont montré qu’il existait, de façon prédominante chez les patients hypertendus, une excellente corrélation entre l’augmentation de diamètre de l’artériole afférente et la présence de lésions d’hypertrophie ou de HSF secondaire sur le glomérule d’aval.
La question suivante est celle de l’imputabilité de la perte de l’autorégulation du FSR dans la progression de l’insuffisance rénale liée à la NAS. Dans deux études distinctes, Hill et al et Marcantoni et al ont analysé l’aspect morphologique des glomérules de patients hypertendus 56,69. Dans l’étude de Hill et al, les trois quarts des glomérules viables étaient du type HSF, alors que seuls 11,2 % présentaient un aspect ischémique, suggérant que la perte d’autorégulation et l’hyperfiltration jouent un rôle important dans la pathologie rénale de ces patients. Une analyse les lésions de glomérulosclérose a également été pratiquée, pour distinguer les glomérules devenus scléreux par un mécanisme supposé ischémique (glomérules scléreux présentant une rétraction du flocculus, entouré d’un matériel collagène PAS positif occupant la chambre urinaire, 42,2 %) des lésions vraisemblablement secondaires à l’hyperfiltration (glomérulosclérose globale homogène avec solidification associée du flocculus, 58,8 %). Pour les auteurs, la comparaison de la proportion de glomérules ischémiques viables (11,2 %) avec le pourcentage de glomérules scléreux post ischémiques (42,2 %) suggère que les glomérules ischémiques ont une durée de vie courte, relativement aux glomérules hypertrophiques 56. On pourrait également discuter que les lésions glomérulaires ischémiques apparaissent plus tôt dans l’histoire de la pathologie et conduisent ainsi à une perte plus précoce des glomérules concernés. Parallèlement, Marcantoni et al ont retrouvé un pourcentage similaire de glomérules scléreux post hypertrophiques dans l’analyse d’une population noire américaine, alors que dans leur étude les glomérules scléreux post ischémiques étaient prédominants chez les sujets blancs.
Les données issues de ces observations conduisent à penser que la perte de l’autorégulation du FSR contribue effectivement à la progression des lésions rénales de la NAS, mais que cette contribution n’est que partielle et dépend en particulier du patrimoine génétique sous-jacent.

### Rôle de mécanismes prothrombotiques
En analysant une cohorte de 41 patients présentant des lésions histologiques de NAS, Meyrier et al ont montré que la sclérose vasculaire n’était pas corrélée au degré de pression artérielle ni à l’ancienneté de l’HTA. De même, il n’existait pas de corrélation entre les lésions de NAS et la masse ventriculaire gauche ou l’aspect des artères au fond d’œil, qui sont les traductions classiques d’une HTA ancienne sur deux organes cibles. Ce travail confirme que des lésions de NAS sont présentes chez des patients non hypertendus. Il suggère que la NAS peut être une pathologie primitive précédant l’apparition de l’HTA et qu’il existe des facteurs environnementaux et/ou génétiques contribuant à la genèse de ces lésions vasculaires.
Dans une étude récente, Goforth et al ont testé l’hypothèse du rôle pathogène d’une thrombophilie héréditaire dans la genèse de la sclérose vasculaire. Ils ont étudié les biopsies rénales de sujets atteints de NAS, après avoir exclu les patients qui présentaient une glomérulonéphrite à dépôts immuns. Les biopsies ont été classées en cinq groupes : diabète, HTA, diabète et HTA, tabagisme et sclérose vasculaire d’étiologie indéterminée. Un prélèvement d’ADN était analysé à partir du fragment biopsique congelé à la recherche de mutations dans les gènes codant le facteur V (mutation facteur V Leiden) ou la prothrombine (mutation G20210A) et d’homozygoties dans le gène de la méthylène tetrahydrofolate réductase, polymorphisme responsable d’une hyperhomocystéinémie (MTHFR C677T). Au total, 10 anomalies ont été mises en évidence parmi les 17 patients du groupe « sclérose vasculaire d’étiologie indéterminée » (2 mutations facteur V Leiden, 3 mutations G20210A, 5 homozygoties MTHFR C677T ; p<0,0005 par rapport aux autres groupes).
Les conclusions de cette observation sont renforcées par les résultats d’une étude réalisée par Koupepidou et al chez 30 patients ayant un diagnostic clinique de NAS. Ces auteurs rapportent une prévalence accrue des polymorphismes MTHFR C677T et MTHFR C677T/A1298C chez les patients atteints de NAS par rapport à un groupe de patients contrôles. Bien que le diagnostic de NAS n’ait été affirmé histologiquement que chez 6 patients et que l’indépendance des résultats vis-à-vis de la pression artérielle ne soit pas précisée, ces données suggèrent également que des facteurs génétiques régulant l’état prothrombotique puissent contribuer au développement des lésions de NAS.

### Rôle de l'hyperuricémie et du syndrome métabolique
Il est établi que l’HTA est plus fréquente chez des sujets obèses, présentant un syndrome métabolique et/ou une hyperuricémie 92. Le rôle physiopathologique de ces facteurs métaboliques dans la genèse de l’HTA et des lésions de NAS est actuellement l’objet d’un intérêt clinique grandissant. Après la découverte du rôle de l’acide urique dans l’arthrite microcristalline goutteuse au début du XIXe siècle, il a été proposé que l’hyperuricémie participe à la pathogenèse de nombreuses maladies cardiovasculaires dont l’HTA et l’artériolosclérose. En effet, l’histoire naturelle des patients atteints de goutte montrait alors que 25 à 50 % d’entre eux étaient hypertendus et 75 % obèses, alors que 90 % développaient une cardiopathie et 25 % une maladie rénale.
Au cours des dernières années, plusieurs équipes ont observé que des rongeurs soumis expérimentalement à une hyperuricémie contractent une HTA et des lésions des artérioles pré glomérulaires qui s’accompagnent d’une réduction du flux sanguin rénal. Dans un travail de Sanchez-Lozada et al chez le rat « Sprague-Dawley », des modifications morphologiques et hémodynamiques de la microcirculation rénale secondaires à l’hyperuricémie étaient prévenues par l’allopurinol 94. Les auteurs proposent que la maladie vasculaire provoquée par l’hyperuricémie se déroule en deux phases. Dans la première phase, le rôle d’une réduction du NO et d’une activation du Système Rénine Angiotensine Aldostérone (SRAA) seraient prédominants. Secondairement, l’acide urique serait l’acteur principal de la pérennisation de l’atteinte artériolaire, par une stimulation de la prolifération des CML. L’ensemble des altérations morphologiques vasculaires induites apparaissent indépendamment du niveau de pression artérielle, soulignant le rôle initiateur possible de l’acide urique dans la physiopathologie de ces lésions, voisines de celles observées chez l’homme au cours de la NAS.
Les interactions entre l’acide urique et les paramètres du syndrome métabolique sont complexes. Ainsi, une diminution pharmacologique de l’uricémie entraîne une réduction de l’hyperinsulinisme, de l’hypertriglycéridémie et de la prise de poids de rats présentant un syndrome métabolique expérimental 93. Kincaid-Smith et al ont récemment observé qu’une glomérulosclérose segmentaire était présente chez des patients obèses, indépendamment de la pression artérielle et des lésions vasculaires. Ils concluent leur travail en émettant l’hypothèse que l’obésité et l’insulinorésistance jouent un rôle important dans la physiopathologie de l’insuffisance rénale chronique rapportée à l’HTA 95. Des études cliniques plus larges permettront vraisemblablement de mieux appréhender la contribution du syndrome métabolique et de l’hyperuricémie dans la genèse des lésions vasculaires et glomérulaires de la NAS.

### Rôle d'une prédisposition héréditaire la NAS
Il serait simpliste et probablement faux de séparer les facteurs précédemment évoqués de la liste des déterminants héréditaires de la NAS. De nombreuses autres pistes concernant des gènes potentiellement impliqués dans la genèse de la NAS sont explorées et mériteraient d’être évoquées, mais dépassent le cadre de ce travail.
La constatation de NAS de sévérité et de caractéristiques morphologiques variables entre deux populations américaines d’origine ethnique différente souligne l’importance du patrimoine génétique dans l’expression de cette maladie. Il existe ainsi des différences importantes entre la NAS du caucasien et celle du sujet noir américain, plus fréquente et dans laquelle le rôle pathogène de la pression artérielle est mieux établi. Cette distinction est très probablement multifactorielle. La littérature fait état de nombreux gènes candidats, dont les implications dans la physiologie vasculaire, la genèse de l’HTA, l’inflammation rénale ou encore la production de matrice extracellulaire incitent à penser qu’ils puissent être l’objet de polymorphismes conférant une prédisposition au développement des lésions de NAS.
Ainsi, des corrélations entre des polymorphismes spécifiques de l’angioconvertase, l’angiotensinogène et le récepteur de type 1 de l’angiotensine II ont été établis avec plusieurs pathologies cardio-vasculaires, dont l’HTA. Les mutations du gène codant l’angiotensinogène sont plus fréquentes dans la population hypertendue américaine d’origine africaine, comparée aux sujets caucasiens. La présence de l’allèle D du gène de l’angioconvertase, associée à une activité accrue du SRAA, est également corrélée au diagnostic histologique de NAS dans une étude réalisée chez des sujets caucasiens. Chez des patients hypertendus ayant un diagnostic clinique de NAS avec insuffisance rénale chronique, on retrouve de même une prévalence plus élevée du génotype DD comparé au génotype II, par rapport aux sujets contrôles dont la NAS ne s’accompagnait pas d’insuffisance rénale.
Le SRAA, de par ses implications majeures dans la physiopathologie de l’HTA systémique et la régulation locale du tonus vasomoteur rénal, de l’inflammation et de la production de cytokines profibrosantes, constitue une cible de choix pour la réalisation de ces études de cohorte. Il existe de nombreux autres gènes pour lesquels on peut émettre l’hypothèse un rôle dans la prédisposition héréditaire à la NAS. Parmi ceux-ci, on trouve en particulier des régulateurs de la fonction des cellules endothéliales et musculaires lisses (endothelial NO synthase eNOS, asymmetric dimethylarginine ADMA, ET-1), des médiateurs du stress oxydant et de la réponse à l’hypoxie (NADPH oxydase, hypoxia inducible factor HIF-1a), des gènes clés de la réponse inflammatoire tissulaire (monocyte chemoattractant protein MCP-1, interleukine IL-6, tumor necrosis factor TNF-a) ou de la genèse de la fibrose vasculaire et parenchymateuse rénale (transforming growth factor TGF-b, platelet derived growth factor PDGF-B, plasminogen activator inhibitor PAI-1). Les prochaines années permettront probablement d’éclaircir certaines de ces pistes et d’ouvrir de nouvelles voies de recherche pour préciser notre compréhension encore parcellaire des mécanismes conduisant aux lésions de la NAS.

## Source
- Guerrot D. et al. Nephroangiosclerosis in cerebral autosomal dominant arteriopathy with subcortical infarcts and leukoencephalopathy: is NOTCH3 mutation the common culprit?, American journal of kidney diseases : the official journal of the National Kidney Foundation. 2008; 52:340-5.